# Diakonissanstaltens kyrka
Diakonissanstaltens kyrka (finska: Diakonissalaitoksen kirkko) är en kyrka i Helsingfors. Dess grundsten murades 1896. Senare har den förnyats flera gånger. Den rymmer högst 120 personer.